# Androgeus
Androgeus est un prince légendaire de l’île de Bretagne (actuelle Grande-Bretagne), dont l’« histoire » est rapportée par Geoffroy de Monmouth dans son Historia regum Britanniae (vers 1135). Il est le fils du roi Lud,  auquel il ne succède pas mais est nommé duc de Trinovantum et de Kent. Il est connu pour ses relations (supposées) avec Jules César. Son personnage serait inspiré d’un roi historique des Trinovantes : Mandubracios.

## Le royaume de l’île de Bretagne
Après la guerre de Troie, Énée arrive en Italie, avec son fils Ascagne et devient le maître du royaume des Romains. Son petit-fils Brutus est contraint à l’exil après avoir accidentellement tué son père. Après une longue navigation, Brutus débarque dans l’île de Bretagne, l’occupe et en fait son royaume. Il épouse Innogen dont il a trois fils. À sa mort, le royaume est partagé en trois parties et ses fils lui succèdent : Locrinus reçoit le centre de l’île à qui il donne le nom de « Loegrie », Kamber reçoit la « Cambrie » (actuel Pays de Galles) et lui donne son nom,  Albanactus hérite de la région du nord et l’appelle « Albanie » (Écosse). À la suite de l’invasion de l’Albanie par les Huns et de la mort d’Albanactus, le royaume est réunifié sous la souveraineté de Locrinus. C’est le début d’une longue liste de souverains.

## Biographie d’Androgeus
À la mort du roi Lud, successeur d’Heli, ses fils Androgeus et Tenuantius sont trop jeunes pour régner. C’est leur oncle Cassibellan qui est couronné. Selon la chronique, c’est un homme généreux et loyal.  Afin que ses neveux ne soient pas lésés, il donne la ville de Trinovantum et le duché de Kent à  Androgeus et le duché de Cornouailles à Tenuantius.
Jules César, ayant conquis la Gaule, décide d’envahir l’île de Bretagne et adresse un message au roi. Cassibellan refuse de se soumettre et de payer un tribut. César arme sa flotte et prend la mer dès que les vents le permettent. Alors qu’il aborde dans l’estuaire de la Tamise, Cassibellan et son armée se portent à sa rencontre. Dans la ville de Dorobellum, il réunit les nobles, dont  Androgeus et Tenuantius, pour savoir comment chasser les envahisseurs. Il est décidé d’attaquer immédiatement le camp de César, avant qu’il ne s’empare d’une ville. Au premier combat, les Bretons prennent l’avantage sur les Romains et à la fin de cette journée, ils sont victorieux. César regagne ses navires avec le reste de ses troupes et décide de retourner en Gaule. Deux ans plus tard, César réitère l’expédition, sans plus de succès.
Les Bretons fêtent leur dernière victoire à Trinovantum par des sacrifices aux dieux de la patrie, des festins et des jeux. Lors d’un combat singulier, Cuelinus, neveu du duc Androgeus, coupe la tête d’Hirelglas, neveu du roi. Cassibellan demande que le meurtrier lui soit amené pour faire justice, mais Androgeus répond qu’il a sa propre cour. Cassibellan attaque son neveu et dévaste ses terres, Androgeus décide de faire appel à César et lui envoie une lettre lui promettant la souveraineté de la Bretagne. César lui demande des otages, Androgeus lui envoie son fils Sceva et trente jeunes nobles.
Les Romains débarquent à Richborough, Cassibellan qui assiégeait Trinovantum lève le siège et va à leur rencontre. Androgeus, fort de son armée de 5 000 hommes, attaque  Cassibellan, qui doit s’enfuir. Il se réfugie  avec les survivants sur une colline inexpugnable, repoussant les assauts et massacrant les hommes de César qui décide de les affamer. Au bout de deux jours, Cassibellan envoie un message à Androgeus, afin de négocier avec César. Androgeus rencontre l’empereur et lui demande pitié pour son oncle, contre soumission et paiement d’un tribut de 3 000 livres. La paix est conclue entre les deux souverains.
Androgeus accompagne César en Gaule, l’année suivante, d’où ils marchent sur Rome pour affronter Pompée. 
À la mort de Cassibellan, c’est Tenuantius, duc de Cornouaille, qui lui succède. C’est sous le règne de son fils Kimberlin que nait Jésus-Christ.

## Source
- Geoffroy de Monmouth, Histoire des rois de Bretagne, traduit et commenté par Laurence Mathey-Maille, Les Belles lettres, coll. « La Roue à livres », Paris, 2004,  (ISBN 2-251-33917-5).

## Note
1. ↑  Selon la légende, c’est le premier nom de la ville de Londres. Il provient de celui du peuple celte des Trinovantes, qui est historiquement attesté.
2. ↑  Ville imaginaire, inventée par Geoffroy de Monmouth.